# Танках
Танках (Tancah) е бивш град на маите. Намира се в Мексико на територията на щата Кинтана Ро, на няколко километра от Тулум.
Първите сгради в Танках са били построени през късния класически и ранния посткласически период (около 770 – 1200 от.н.е.), следващите сгради датират от около два века по-късно. В много от посткласическите сгради са намерени стенописи, които по своят стил наподобяват картините от Мадридския кодекс, съхраняван в Мадрид.